# Kedungbunder
Kedungbunder is een bestuurslaag in het regentschap Cirebon van de provincie West-Java, Indonesië. Kedungbunder telt 7639 inwoners (volkstelling 2010).